# میلدرد کلیگ‌هورن
میلدرد ایمُچ کلیگ‌هورن (زادهٔ ۱۱ دسامبر ۱۹۱۰ – درگذشته در ۱۵ آوریل ۱۹۹۷) یک سازنده عروسک، آموزگار و رهبر قبیله از آپاچی‌های چیریکاوا بود که از سال ۱۹۷۶ تا ۱۹۹۵ به عنوان نخستین رئیس قبیله آپاچی فورت سیل اکلاهما خدمت کرد. او زندگی خود را وقف حفظ فرهنگ آپاچی و ترویج حقوق بومیان آمریکا کرد.

## زندگی اولیه و تحصیلات
کلیگ‌هورن در ۱۱ دسامبر ۱۹۱۰ در فورت سیل، اکلاهما به دنیا آمد، در حالی که خانواده‌اش هنوز به عنوان اسیران جنگی توسط دولت فدرال ایالات متحده در نظر گرفته می‌شدند. پدربزرگ‌ها و والدین او پس از تسلیم شدن رهبر آپاچی چیریکاوا جرونیمو در سال ۱۸۸۶، ابتدا در فلوریدا، سپس در آلاباما و در نهایت در فورت سیل زندانی شدند. در سال ۱۹۱۳، زمانی که کلیگ‌هورن سه ساله بود، آپاچی‌های چیریکاوا به‌طور رسمی از وضعیت اسیر جنگی آزاد شدند.
تحصیلات کلیگ‌هورن در آپاچی، اکلاهما آغاز شد، جایی که دبیرستان را به پایان رساند و سپس به مؤسسه هاسکل رفت. سپس به کالج کامرون رفت و در سال ۱۹۴۱ درجه‌ای در رشته اقتصاد خانه از دانشگاه کشاورزی و مکانیکی اکلاهما دریافت کرد.

## حرفه
کلیگ‌هورن یک عامل گسترش خانه و معلم اقتصاد خانگی بود. او با چندین جامعه بومی آمریکایی، از جمله مسکلیروو، نیومکزیکو در نیومکزیکو و قبایل مختلف در اکلاهما همکاری کرد. او بعداً معلم اقتصاد خانگی شد و در فورت سیل ایندیا و مدرسه هند ریورساید کار کرد. علاوه بر تدریس به دانش‌آموزان دبیرستانی، کلیگ‌هورن همچنین با کودکان مهدکودکی در مدرسه عمومی آپاچی کار می‌کرد.
کلیگ‌هورن در ترویج تاریخ و فرهنگ سنتی آپاچی فعال بود. او عروسک‌های سنتی ساخت که نمایانگر لباس‌های قبایل مختلف بومی آمریکایی بود که در طول حرفه تدریس خود با آن‌ها برخورد کرده بود. عروسک‌های کلیگ‌هورن در نهادهای برجسته‌ای از جمله جشنواره فولک‌لایف اسمیتسونین در سال ۱۹۶۷ به نمایش گذاشته شدند. در سال ۱۹۷۶، زمانی که قبیله آپاچی فورت سیل به‌طور رسمی توسط دولت ایالات متحده به رسمیت شناخته شد، کلیگ‌هورن به نخستین رئیس قبیله تبدیل شد. دوران ریاست او که تا سال ۱۹۹۵ ادامه یافت، با تعهد او به حفظ تاریخ قبیله و ترویج توسعه اقتصادی برای مردم آپاچی همراه بود. تلاش‌های او در حفظ فرهنگ آپاچی و دفاع از حقوق بومیان آمریکایی از طریق جوایزی از جمله جایزه ایلیس آیلند در سال ۱۹۸۷ و جایزه «بومی سال» در سال ۱۹۸۹ شناخته شد.
در تاریخ ۱۰ ژوئن ۱۹۹۶، شاکیان بومی از جمله الویس پی. کوبل، کلیگ‌هورن، توماس مالسون و جیمز لوئیس لاروس، شکایت دسته‌جمعی علیه دولت ایالات متحده به دلیل عدم مدیریت مناسب دارایی‌های اعتماد بومیان به نمایندگی از همه ذینفعان حال و گذشته این دارایی‌ها مطرح کردند. کلیگ‌هورن نتوانست نتیجه این شکایت را مشاهده کند که به نام کوبل در مقابل سالازار شناخته شد. این پرونده در سال ۲۰۰۹ به مبلغ ۳٫۴ میلیارد دلار به نفع بومیان حل و فصل شد، یک هفته پس از تاریخ تولد ۹۹ سالگی او.

## زندگی شخصی
کلیگ‌هورن با ویلیام جی. کلیگ‌هورن ازدواج کرد، کسی که او را در حین کار در کانزاس ملاقات کرده بود. این زوج یک دختر داشتند. کلیگ‌هورن تا سال‌های پایانی عمر خود فعال در زندگی عمومی بود، به‌طور گسترده سفر می‌کرد و در تبادل‌های آموزشی و فرهنگی مختلف شرکت می‌کرد. او از جمله به انگلستان، کشورهای اروپایی دیگر، مکزیک و دیگر مقاصد بین‌المللی سفر کرد تا حقوق و رفاه زنان و جوامع بومیان آمریکا را ترویج کند. کلیگ‌هورن در تاریخ ۱۵ آوریل ۱۹۹۷ در یک حادثه رانندگی نزدیک خانه‌اش در آپاچی، اکلاهما درگذشت. او در قبرستان پست فورت سیل به خاک سپرده شد.